# Frankly, my dear, I don't give a damn
"Frankly, my dear, I don't give a damn." (tạm dịch là: "Thật lòng mà nói, em yêu ạ, anh cóc quan tâm.") là một câu thoại trong bộ phim Cuốn theo chiều gió.
Câu nói này là những lời cuối cùng của Rhett Butler (Clark Gable thủ vai) nói với Scarlett O'Hara (Vivien Leigh). Lời nói này được bật ra trong đoạn cuối của bộ phim khi Scarlett hỏi Rhett: "Em sẽ đi đâu? Em sẽ làm gì?" nếu Rhett bỏ cô. Câu nói trở thành đáng nhớ không chỉ bởi nó chứa một câu chửi thề (nói chung không được phép sử dụng trong các phim tại thời điểm đương thời - những năm 1930), mà còn nó biểu hiện rằng cuối cùng Rhett cũng rời xa Scarlett và không còn quan tâm điều gì xảy ra với cô nữa.

## Bình chọn
Lời thoại này được bầu chọn là Câu thoại hay nhất trong Danh sách 100 câu thoại đáng nhớ trong phim của Viện phim Mỹ.

### Hoàn cảnh của câu thoại
Trong tiểu thuyết Cuốn theo chiều gió, Rhett đã không nói "Thật lòng mà nói" (nguyên văn: "Frankly") mà chỉ đơn giản là: "Em yêu ạ, anh cũng cóc cần quan tâm". Bối cảnh của câu nói cũng khác, anh nói một cách thanh thản với Scarlett trong phòng, chứ không phải quát lên đầy kịch tính khi đã đi ra khỏi nhà.